# Gerebernus
Gerebernus (auch Gerebern oder Gerbert) ist ein Märtyrer und Heiliger der katholischen Kirche.

## Die Legende
Der Lebensbeschreibung Vitae Dymphnae et S. Gereberni presbiteri (dt.: Lebensbeschreibungen der Dymphna und des hl. Priesters Gerebern) zufolge, die Petrus von Cambrai, ein Kanoniker der Abtei St-Géry-et-Aubert in Cambrai, im 13. Jahrhundert aufzeichnete, war Gerebernus ein irischer Priester, der im 6./7. Jahrhundert lebte. Er war der Erzieher von Dymphna, der Tochter eines irischen Stammeskönigs. Nach dem Tode der Mutter wollte der König seine Tochter Dymphna zur Frau nehmen, die daraufhin mit Gerebernus nach Geel im heutigen Belgien floh, wo sie vom König entdeckt und enthauptet wurden. Der Legende nach wurden sowohl Dymphnas als auch Gerebernus’ Gebeine in ihren Särgen durch „Räuber aus Xanten“ aus Geel entwendet. Dem Volksglauben entsprechend galt die Entwendung der Gebeine Heiliger nicht als Diebstahl, da sie nur entwendet werden könnten, wenn der Heilige dem zustimme. Dymphnas Gebeine ließen sich auf dem Weg nach Xanten jedoch nicht mehr bewegen, und einige Bürger Geels sollen die „Räuber“ verfolgt haben, so dass diese Teile von Gerebernus’ Knochen aus dem Sarg nahmen und flüchteten. Nur wenige Kilometer vor Xanten, im Bereich des heutigen Sonsbeck, ließen sich auch Gerebernus’ Gebeine nicht mehr weitertransportieren, so dass diese noch am gleichen Ort beigesetzt wurden und ihm eine Kapelle errichtet wurde.

## Die Wallfahrt zum hl. Gerebernus

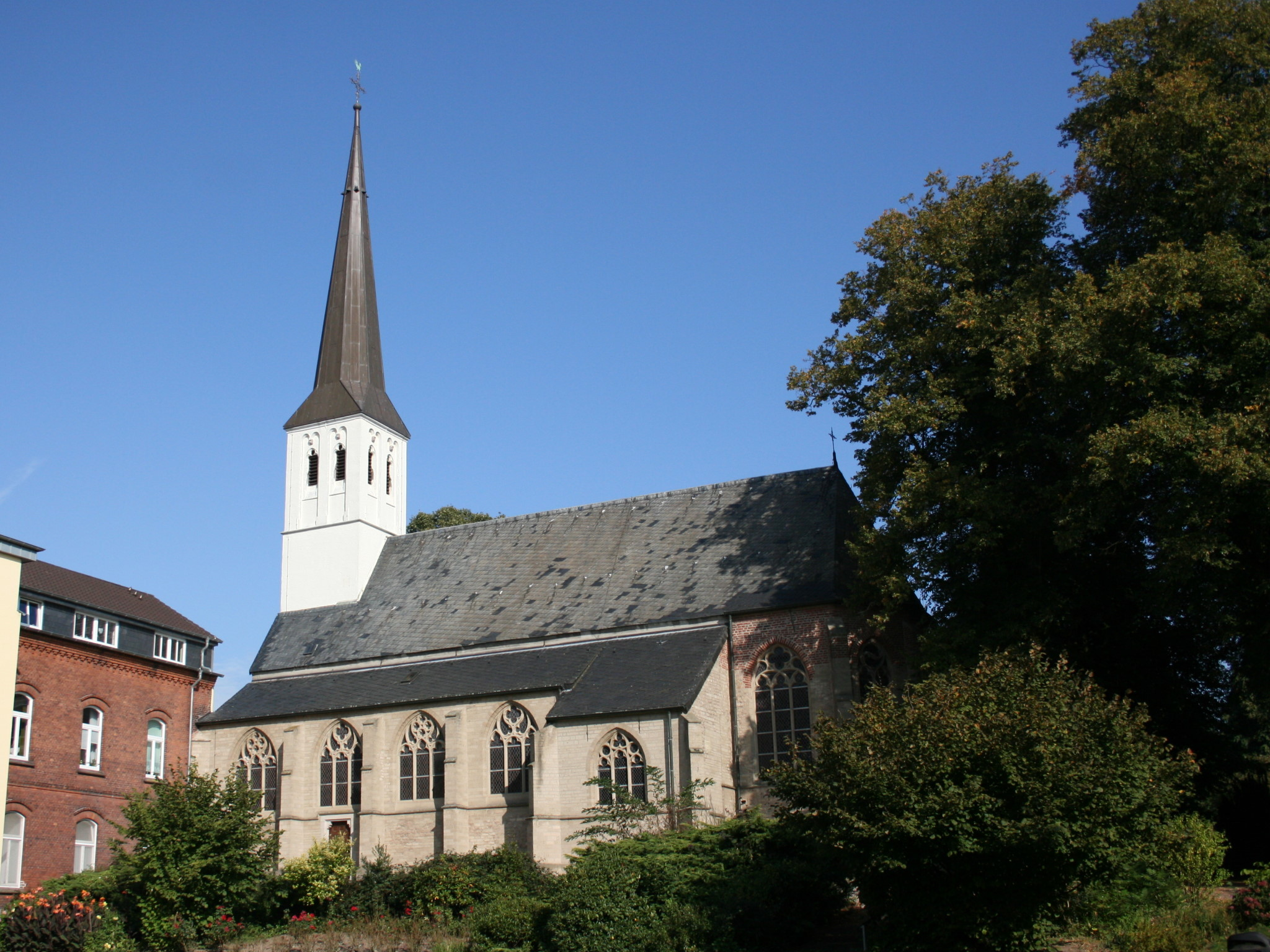
Die Gerebernuskapelle in Sonsbeck

Berichte über am Grabe des hl. Gerebernus geschehene Wunder lösten Wallfahrten dorthin aus. Ihren Höhepunkt erlebte die Wallfahrt zum hl. Gerebernus im 18. Jahrhundert. Die Wallfahrt endete mit der Zerstörung von Sonsbeck im Bombenkrieg 1945.

## Ikonografie und Verehrung
Gerebernus wird meist als bärtiger Priester dargestellt. Seine ikonografischen Heiligenattribute sind Palme und Lanze.
St. Gerebernus gilt als Schutzpatron gegen Chiragra (gichtbedingte Schmerzen im Handgelenk), Lähmung und Epilepsie. Sein katholischer Gedenktag ist der 15. Mai. Zuweilen wird auch der 13. Juli als Gedenktag genannt.